# Roura
Roura és un municipi francès, situat a la regió d'ultramar de la Guaiana Francesa. L'any 2006 tenia 2.942 habitants. Amb Rémire-Montjoly forma part de la zona residencial de Caiena. Limita amb Régina d'est a sud, i més a l'est, Saint-Élie, Kourou, Montsinéry-Tonnegrande, Matoury i Rémire-Montjoly.

En roig el territori comunal de Roura.

## Urbanisme
La comuna està formada de dos burgs principals, el burg créole de Roura i la vila hmong de Cacao. El burg de Roura està situat a 27 km de Caiena al marge dret de l'Oyak, molt a prop del riu Mahury. També hi ha nombroses zones habitades dispersades al llarg dels rius Comté i Orapu: la vila palikur de Favard, les comunitats laosianes de Dacca i haitiana de Fourgassié.

## Demografia
| 1962                                       | 1968 | 1975 | 1982 | 1990  | 1999  |
| ------------------------------------------ | ---- | ---- | ---- | ----- | ----- |
| ?                                          | ?    | ?    | ?    | 1.314 | 1.791 |
| Des de 1962: població sense dobles comptes |      |      |      |       |       |

## Història
La comuna fou creada el 1675 amb un establiment dels jesuïtes. Instal·lat al vessant de la muntanya de Roura, es va construir una capella amb l'ajuda d'esclaus indis i negres, posteriorment elevat a la dignitat de la parròquia. És possible que el nom de la zona vingui de la deformació del nom original d'una tribu indígena que hi vivia aleshores, Aroua. La localitat va ser erigida en parròquia el 1725.
Roura es constituí en ciutat el 1991 amb la construcció del pont sobre el riu Mahury. Anteriorment, calia agafar el ferry de La Gabrielle per accedir-hi.
Després dels intents d'establir les penitenciaries de Saint-Augustin, Sainte-Marie i Saint-Philippe, el lloc de Cacao va ser pràcticament abandonat fins que el 1977 s'hi establiren 500 hmongs fugint de Laos. Es van convertir en pròsper poble agrícola que alimenta el mercat de Caiena de fruites, hortalisses i flors tropicals.

## Administració
| Període | Identitat   | Partit |
| ------- | ----------- | ------ |
| 2001-   | David Riché |        |